# Pierre-Alfred Chappuis
Pierre-Alfred Chappuis, né le 5 septembre 1891 à Saint-Cloud (France) et mort le 9 juillet 1960 à Berne (Suisse), est un hydrobiologiste suisse, spécialisé en carcinologie, et également entomologiste et spéléologue. 

## Biographie
Pierre-Alfred Chappuis naît au pavillon de Breteuil, siège du Bureau international des poids et mesures, alors rattaché à Saint-Cloud, en France, le 5 septembre 1891. Il est mort à Berne, en Suisse, le 9 juillet 1960. Son père, Pierre Chappuis (1855-1916), physicien suisse, spécialiste des questions de thermométrie, travaillait comme adjoint au Bureau international des poids et mesures qu'il avait rejoint en 1881.  
Pierre-Alfred Chappuis soutint une thèse en carcinologie sur les crustacés d'eau douce, et publia plus de 160 travaux scientifiques.

## Activités spéléologiques
Dans le domaine de la spéléologie, il fut un infatigable explorateur et découvreur, notamment en compagnie de ses collègues René Jeannel (français) et Émile Racovitza (roumain). Avec eux, il fut à l'origine de la création, à Cluj en Transylvanie de l’Institut de spéléologie roumain dont il fut le premier sous-directeur. 
En 1940, par le diktat hitlérien de Vienne, la Roumanie fut contrainte de rendre le nord de la Transylvanie à la Hongrie horthyste : Chappuis, ressortissant d'un pays neutre, devînt alors directeur de l'Institut à la place de Racovitza, contraint à l'exil, ce qui sauvegarda l'existence de cet établissement scientifique et de ses collections. 
Après la guerre, Chappuis devint le premier sous-directeur du Laboratoire souterrain du Centre national de la recherche scientifique à Moulis, en France.

## Œuvres
- Henri Brocard, « Notes de bibliographie des courbes géométriques T. 1 », impr. et lith. Comte-Jacquet, Bar Le Duc, 1897

## Distinctions
En France, Chappuis est officier de la Légion d'honneur et obtient les palmes académiques.